# Championnat de Finlande de football 1952
Navigation
Saison précédente Saison suivante
La saison 1952 du Championnat de Finlande de football était la 23e édition de la première division finlandaise à poule unique, la Mestaruussarja. Les dix meilleurs clubs du pays jouent les uns contre les autres à deux reprises durant la saison, à domicile et à l'extérieur. À la fin de la compétition, les 2 derniers du classement sont relégués et remplacés par les 2 meilleurs clubs d'Ykkonen, la deuxième division finlandaise.
C'est le club du KTP Kotka, tenant du titre, qui remporte à nouveau le titre cette saison en terminant en tête du classement, avec 4 points d'avance sur le VIFK Vaasa et 5 sur le Pyrkivä Turku, promu de Ykkonen. C'est le 2e titre de champion de Finlande de l'histoire du KTP.
En queue de classement, la ville de Turku perd deux des trois clubs engagés en Mestaruussarja puisque le TPK et le TPS terminent aux 9e et 10e places, synonymes de relégation.

## Les 10 clubs participants
| - VPS Vaasa - TPS Turku - Pyrkivä Turku - Promu de Ykkonen - VIFK Vaasa - KIF Helsinki | - TPK Turku - KTP Kotka - Haka Valkeakoski - Jäntevä Kotka - Promu de Ykkonen - KuPS Kuopio |

## Compétition

### Classement
Le barème de points servant à établir le classement se décompose ainsi :
- Victoire : 2 points
- Match nul : 1 point
- Défaite : 0 point

| Rang | Équipe           | Pts | J  | G  | N | P  | Bp | Bc | Diff |
| ---- | ---------------- | --- | -- | -- | - | -- | -- | -- | ---- |
| 1    | KTP Kotka T      | 26  | 18 | 10 | 6 | 2  | 52 | 20 | +32  |
| 2    | VIFK Vaasa       | 22  | 18 | 10 | 2 | 6  | 43 | 22 | +21  |
| 3    | Pyrkivä Turku P  | 21  | 18 | 8  | 5 | 5  | 41 | 26 | +15  |
| 4    | Jäntevä Kotka P  | 18  | 18 | 6  | 6 | 6  | 26 | 24 | +2   |
| 5    | KuPS Kuopio      | 18  | 18 | 7  | 4 | 7  | 28 | 31 | -3   |
| 6    | VPS Vaasa        | 16  | 18 | 7  | 2 | 9  | 29 | 32 | -3   |
| 7    | Haka Valkeakoski | 16  | 18 | 7  | 2 | 9  | 32 | 45 | -13  |
| 8    | KIF Helsinki     | 16  | 18 | 6  | 4 | 8  | 31 | 45 | -14  |
| 9    | TPK Turku        | 15  | 18 | 5  | 5 | 8  | 22 | 39 | -17  |
| 10   | TPS Turku        | 12  | 18 | 5  | 2 | 11 | 18 | 38 | -20  |

|  | Champion de Finlande 1952                           |
|  | Relégation en deuxième division                     |
|  | T Tenant du titre P Club promu de deuxième division |

## Bilan de la saison
| Championnat de Finlande de football 1952 |                      |
| Champion                                 | KTP Kotka (2e titre) |
| Promotions et relégations                |                      |
| Promus en Mestaruussarja                 | HJK Helsinki         |
| Promus en Mestaruussarja                 | KaPa Kajaani         |
| Relégués en Ykkonen                      | TPK Turku            |
| Relégués en Ykkonen                      | TPS Turku            |